# Roser Guix Torrents
Roser Guix Torrents (Odèn, Solsonès, 1963) és una escriptora, pagesa i mestressa de casa catalana que viu a Nuncarga (Peramola), a l'Alt Urgell. La seva obra se centra en la vida rural, especialment en la figura de la dona pagesa, i explora temes com la identitat, la memòria històrica i les transformacions socials. 
La seva passió per la lectura i l'escriptura l'ha acompanyada des de jove, i ha estat una eina per comprendre i expressar la realitat del món rural i de l’evolució de la societat, on gairebé sempre les dones són les principals protagonistes. 

## Obra
- Una dona del terròs.  Lleida: Pagès Editors, 2013 (Proses Nº 73). ISBN 978-84-9975-373-7.
- Pa amb vi i sucre.  Palibrio, 2013. ISBN 978-14-6334-793-2.
- Agredolç.  Lleida: Pagès Editors, 2014 (Proses Nº 84). ISBN 978-84-9975-526-7.
- Oli de perdigons.  Lleida: Pagès Editors, 2017 (Proses Nº 106). ISBN 978-84-9975-834-3.
- Flor d’un dia.  Lleida: Pagès Editors, 2020 (Proses Nº 123). ISBN 978-84-1303-143-9.
- La mare dels ous!.  Lleida: Pagès Editors, 2021 (Grama - Narrativa nº 03). ISBN 978-84-122788-3-5.
- De l'hort a la cuina.  Autografia, 2022. ISBN 978-84-1944-526-1.
- Maleït protocol.  Letrame Grupo Editorial, 2023. ISBN 978-84-1181-306-8.
- La pagesia i l'art.  Fullcolor Printcolor, 2025. ISBN 979-13-87630-31-7.

## Estil i influències[calcitació]
L'estil de Roser Guix Torrents es caracteritza per una prosa senzilla però profunda, amb una gran atenció als detalls de la vida quotidiana i una mirada crítica a les transformacions socials. Les seves obres sovint combinen elements de ficció amb referències a la realitat històrica i cultural del món rural català.

## Reconeixements[calcitació]
La seva obra ha estat reconeguda amb diversos premis i mencions, com la menció especial del jurat al Premi Lletres de Dones als Premis Literaris Homilies d'Organyà (2010) i un accèssit al Premi Joan Cid i Mulet (2011).
Amb l’obra “Oli de perdigons” va ser reconeguda amb el Premi Trementinaire d’Honor 2018, en el marc de la Festa de les Trementinaires de la vall de la Vansa i Tuixent.
Roser Guix Torrents continua sent una veu destacada en la literatura catalana contemporània, aportant una perspectiva valuosa sobre la vida rural i el paper de la dona en la societat.